# Vidiaïevo
Vidiaïevo (en russe : Видяево) est une commune urbaine de l'oblast de Mourmansk, en Russie. Elle abrite une base de sous-marins de la Flotte du Nord et a un statut de ville fermée. Sa population s'élevait à 5 953 habitants en 2019.

## Géographie
Vidiaïevo est située dans la péninsule de Kola, sur le littoral de la mer de Barents. Elle est arrosée par la rivière Ouritsa. Elle se trouve à 30 km au nord-ouest de Mourmansk et à 80 km à l'est de la frontière norvégienne. À 20 km à l'ouest se trouve la ville fermée de Zaoziorsk.

## Histoire
La fondation de Vidiaïevo date du 31 juillet 1958 et elle fut d'abord nommée Ouritsa (Урица) d'après la rivière Ouritsa. Le 6 juillet 1964, elle fut rebaptisée Vidiaïevo en l'honneur de Fiodor Vidiaïev (en), un célèbre commandant de sous-marin soviétique de la Seconde Guerre mondiale. La localité est principalement constituée d'immeubles de cinq étages construits sur du granit ou sur des poteaux enfoncés dans le pergélisol.
Au début des années 1960, une base pour sous-marins à moteur Diesel y fut mise en service et en 1979 une base pour sous-marins à propulsion nucléaire. Dans les années 1980, la base de la baie Ara était relativement importante et assurait le service de trois générations de sous-marins (classe Akoula ou Chtchouka, classe Sierra et classe Oscar-II ou Anteï). La base de la baie d'Ara accueillait des sous-marins de la classe Oscar-II et possédait des installations de stockage de déchets radioactifs. La base de la baie d'Oura est utilisée par les sous-marins Diesel et de petits vaisseaux de surface.
Vidiaïevo était le port d'attache du sous-marin Koursk K-141, qui fit naufrage en 2000. Le président Vladimir Poutine ne se rendit à Vidiaïevo qu'assez longtemps après l'accident[Quand ?], ce qui provoqua le mécontentement de l'opinion publique.

## Population
Recensements ou estimations de la population
| 2002* | 2010* | 2012  | 2013  | 2014  |
| ----- | ----- | ----- | ----- | ----- |
| 6 182 | 5 771 | 6 215 | 6 267 | 6 300 |

| 2015  | 2016  | 2017  | 2018  | 2019  |
| ----- | ----- | ----- | ----- | ----- |
| 6 258 | 6 303 | 6 146 | 5 985 | 5 953 |